# Grzegorz Ledzion
Grzegorz Ledzion (ur. 25 października 1957 we Wrocławiu) – polski lekkoatleta chodziarz, mistrz i rekordzista Polski.

## Osiągnięcia
Na mistrzostwach Europy w 1986 w Stuttgarcie zajął 12. miejsce w chodzie na 50 km. Wystąpił w tej konkurencji na mistrzostwach świata w 1987 w Rzymie, ale nie ukończył chodu (dyskwalifikacja). Pięciokrotnie startował w Pucharze Świata w chodzie na 50 km: w PŚ w 1983 w Bergen był 26., w PŚ w 1985 w St. John's – 12., w PŚ w 1987 w Nowym Jorku – 13., w PŚ w 1989 w L'Hospitalet – 22., a w PŚ w 1991 w San Jose – 35.
Był mistrzem Polski w chodzie na 20 km w 1986 oraz w chodzie na 50 km w 1986 i 1987, a także wicemistrzem na 20 km w 1980 i na 50 km w 1984. Był brązowym medalistą na 20 km w 1989.
20 kwietnia 1986 w Rzeszowie podczas mistrzostw Polski osiągnął najlepszy wynik w Polsce na 50 km – 3:52:23. Był zawodnikiem Flota Gdynia i Śląska Wrocław.

## Rekordy życiowe
- chód na 10 km (szosa) – 40:27 s. (8 czerwca 1986, Sopot[2]) – 18. wynik w historii polskiej lekkoatletyki
- chód na 20 000 m (bieżnia) – 1:31:38,7 s. (23 maja 1987, Bergen)[3]
- chód na 20 km (szosa) – 1:24:17 s. (11 maja 1986, Barcelona)[4]
- chód na 50 km (szosa) – 3:51:47 s. (8 kwietnia 1990, Békéscsaba)[5] – 15. wynik w historii polskiej lekkoatletyki[2]